# بوئینگ ایکس-۴۸

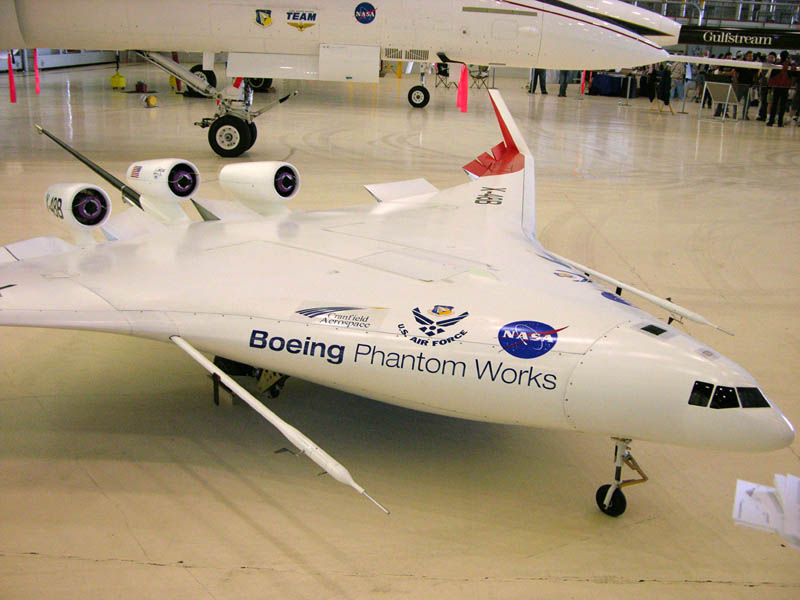
در حال آزمایش

بوئینگ ایکس-۴۸ هواپیمای بدون سرنشین ساخت شرکت بوئینگ آمریکا است که نخستین پروازش را در ۲۰ ژوئیه، ۲۰۰۷ انجام داد و هم‌اکنون در اختیار ناسا قرار دارد و در حال توسعه و آزمایش است.

## مشخصات
منبع اطلاعات 
مشخصات عمومی
- خدمه: بدون سرنشین
- طول:  ()
- پهنای بال:  ()
- ارتفاع:  ()
- مقیاس نمایش: ۴٫۱

 عملکرد 
- پایداری: ۴۰ دقیقه